# Óscar Javier Rivera
Óscar Javier Rivera Álvarez (Santa Rosa de Viterbo, Boyacá, 5 de marzo de 1989) es un ciclista profesional colombiano de ruta.

## Palmarés
2010
- 1 etapa en CRE en la Vuelta de la Juventud de Colombia

2012
- 1 etapa de la Vuelta a Guatemala

2013
- 1 etapa de la Clásica Luis Carlos Galán, (Vuelta a Santander), Colombia

2014
- Vuelta a Boyacá

2015
- 1 etapa de la Vuelta a Colombia

2016
- Vuelta a Boyacá
- 3° en la Vuelta a Cundinamarca

2017
- Vuelta a Boyacá, más 1 etapa

## Equipos
- EPM-UNE (2010-2013)
- EBSA-Indeportes Boyacá  (2014-2015)
- EBSA-Empresa de Energía Boyacá (2016-2019)